# بول جيويل
بول جيويل (بالإنجليزية: Paul Jewell)‏ (28 سبتمبر 1964 ليفربول المملكة المتحدة - ) هو لاعب كرة قدم بريطاني، يلعب كمهاجم.

## روابط خارجية
- بول جيويل على موقع قاعدة بيانات كرة القدم.إي يو (الإنجليزية)
- بول جيويل على موقع Soccerbase.com (لاعب) (الإنجليزية)
- بول جيويل على موقع Soccerbase.com (مدرب) (الإنجليزية)